# RacinGroovy
Racingroovy（レーシングルーヴィー）は、プレイステーションのゲームソフトとして、1997年1月10日にサミー工業（現：サミー）から発売された、レースゲームである。品番は (SLPS 00417) である。
キャッチコピーは「ここでは強い車しか生き残れない。究極の「対戦型レーシングゲーム」エンジン始動。」。
現在このゲームの問い合わせは、セガが承っている。
性能の異なった8台の個性豊かなマシンを使い様々なコースを走っていくレースゲーム。全8台によるレースを始め、コンピュータ相手に1対1のバトル繰り広げていく。
ナムコの特製コントローラー (SLPH00001) 「ネジコン」に対応している。また、1人プレイ専用だが、対戦ケーブルを利用した通信対戦が可能。当時のゲームソフトとしては珍しく、ワイドTV(16:9)への出力にも対応した。

## モード
- レース - プレイヤーとコンピューター（エネミーカー）7台が対戦する。
- タイムトライアル - プレイヤーと選ばれた1台のエネミーカーにより競われる。
- フリーラン - 練習モード。

バトルモードは、通信対戦、コンピューター対戦、トレース対戦、カートリッジ対戦がある。

## 車種
- M.G. Special 駆動方式：MR
- Force Racing　駆動方式：FR
- Ka.E.Ru. the Beat　駆動方式：RR
- De.Ka Buster　駆動方式：FR
- Rotter 8　駆動方式：FR
- Carrot Star　駆動方式：FF
- Battle Flail　駆動方式：  4WD
- Packet Creator　駆動方式：FR

これらの他にも、隠し車種が3種登場する。特定の条件を満たすと使用可能。

## コース
- ジャングルコース - 初級コースともいえる、全長3.7Kmのコース南海の孤島、亜熱帯のジャングルを舞台にしている。。
- ハイウェイコース - 全長4Kmのコース。高速コーナーと、急勾配で構成されている近代都市。
- アルペンコース - 全長3.9Kmのコース。ヨーロッパの歴史的建造物の中を駆け抜けてから、アルプスの銀世界に入る。[1]

レースモードで全てのコースを優勝すると、ハードモードを選択できるようになるが、エネミーカーが4台と減ってしまう。

## BGM
走行中に流れる音楽は、以下の8曲がある。これらを「GROOVY SOUNDS」という。
楽曲についての説明は取扱説明書(27頁目)より抜粋。
- PARADISE LOST
多彩な民族楽器からケチャまでをフィーチャリングした、魂揺さぶる無国籍ジャングルビート。
- NIGHT CHASE
ピアノ、サックス、オルガン＋ハウスビートによるスイング感あふれる、ネオビッグバンドジャズ。
- DANCIN' GROOVE
アンビエント・シンセ ミーツ ブレイクビーツ。これがハイスピード・テクノ・ダヴだ。
- RAINBOW SKY
洗練されたギターに、ホットなサックスプレイがクロスオーバーした、透明感溢れるフュージョン。
- SUPER VIOLENCE
ディストーションギターサウンド＆スクラッチが織りなす、ハイローラーハードロック。
- SUPER STAR
ピアノ、ストリングス、アナログシンセが奏でる、パッションブレイク縦ノリユーロビート。
- GOD FLASH
重厚なアナログシンセと凶暴なギターの合体した未来派高速プログレッシブロックサウンド。
- TAKE OFF
疾走感あふれるハウスビートにフルオーケストラの重厚なサウンドが合体。壮大なスケールがキミをつつむ。

なお、これらのBGMはCD-DAとして2トラック目以降に収録されており、サウンドトラックとしても使用可能。